# Carlo Margottini (F 592)
Carlo Margottini (F 592) je protiponorková fregata Italského námořnictva, která je v aktivní službě od roku 2014. Jedná se o jednotku italské třídy Carlo Bergamini.

## Stavba lodi
Dne 29. června 2013 se v továrnách Fincantieri v La Spezii uskutečnilo slavnostní spuštění lodi na vodu za přítomnosti náčelníka generálního štábu generála Biagia Abrateho, náměstkyně ministra obrany senátorky Roberty Pinottiové, náčelníka generálního štábu admirála Luigiho Binelliho Mantelliho, náčelníka štábu námořního týmu admirála Giuseppeho De Giorgiho, různých zástupců ANMI s prezidentem národního týmu admirálem Paolem Pagnottellou a 30 členů posádky bývalé fregaty Carlo Margottini (F 595). V čestné sestavě ceremoniálu nechyběla válečná vlajka skupiny potápěčů a jezdců, medailová tabulka námořnictva a prapor Modré stuhy (provincie Janov), prapory regionu Ligurie, provincie Janov a obce Sestri Levante. Křest lodi provedla paní Stefania Portaccio, neteř vojenského hrdiny Carla Margottiniho, po němž je loď pojmenována.

## Vrtulníky
Na zádi lodi se nachází přistávací plocha s hangárem pro dva vrtulníky NH90 nebo jeden vrtulník NH90 a jeden vrtulník EH-101, který je vyzbrojen torpédy MU90 Impact nebo protilodními střelami Marte.